# El Capitan (Kalifornien)
El Capitan ist eine markante Felsformation im Yosemite-Nationalpark im US-Bundesstaat Kalifornien. Ihre teilweise senkrecht abfallenden Flanken erheben sich bis zu 1000 Meter über dem Yosemite-Tal, an dessen Nordseite sie liegt. Der höchste Punkt des durch geologische Schmelzprozesse außerordentlich hart gewordenen Granit-Felsens befindet sich auf 2307 m. Durch seine Abmessungen ist El Capitan eine auffällige Landmarke im Yosemite-Tal. Er gilt als eines der Wahrzeichen des Nationalparks. Seine Felswände machen ihn zu einem Anziehungspunkt für Kletterer.

## Etymologie
Der Name El Capitan kommt aus dem Spanischen und bedeutet so viel wie „Anführer“ oder „Hauptmann“. Er soll im Jahr 1851, relativ kurz nach der Annexion Kaliforniens durch die USA, von Angehörigen des Mariposa-Bataillons geprägt worden sein, einer Freischärlertruppe aus US-Siedlern, die seinerzeit als erste Weiße das Yosemite-Tal betraten. Die Überlieferung der Etymologie stammt von Lafayette Bunnell, einem Mitglied dieser Truppe. Ihm zufolge soll sich El Capitan vom Namen Tu-tock-ah-nu-lah aus der Sprache der Ahwahnee ableiten, einer Volksgruppe der Paiute-Indianer und Ureinwohner des Yosemite-Tales. Tu-tock-ah war der Name eines Häuptlings der Ahwahnee. Die Ureinwohner hatten also den Felsen nach einem ihrer Häuptlinge benannt, woraus die Weißen dann den ‚Häuptlingsfelsen‘ El Capitan machten.

## Morphologie
El Capitan ist kein Berg im eigentlichen Sinn, sondern ein riesiger, durch vulkanische Schmelzprozesse entstandener Granitblock. Er fällt nach Westen, Südwesten und Südosten faktisch senkrecht und nach Osten relativ sanft zum Merced River im Yosemite-Tal bzw. in die Schluchten seiner Zuflüsse ab. Im Westen ist dies ein Zufluss des Ribbon Creek, im Osten Eagle Creek. Seine „Kammlinie“ verläuft nahe der Westflanke ungefähr Nordnordost-Südsüdwest. Nach Nordosten schließt El Capitan allerdings weitgehend unauffällig an das Hochplateau an, das vom Yosemite-Tal durchschnitten wird. Zudem setzt sich die Steilwand sowohl nach Osten als auch nach Westen im Talverlauf fort. Man kann also genaugenommen nur von einem Felsvorsprung in der steilen Talwand sprechen, wenngleich dieser mit insgesamt knapp 2500 Metern Breite * und bis zu 1000 Metern Höhe beachtliche Dimensionen aufweist.

## Geologie
Das Gestein des El Capitan ist Teil des Sierra-Nevada-Batholiths, eines komplexen magmatischen Gesteinskörpers, der einen Großteil der Sierra Nevada aufbaut. Der Batholith entstand im Mesozoikum und gilt als Zeugnis der Subduktion der Farallon-Platte unter die Nordamerikanische Platte. El Capitan besteht aus zwei im Mineralbestand leicht voneinander abweichenden Graniten: dem etwa 105 Millionen Jahre alten El-Capitan-Granit und dem mit ca. 103 Millionen Jahren etwas jüngeren Taft-Granit. Darüber hinaus wird er von Gängen aus Granodiorit und mafischeren Gesteinen durchschlagen, die mit rund 99 Millionen Jahren zu den jüngsten Bildungen gehören. Weiterhin nachweisbar sind spätmagmatische aplitische und pegmatitische Gänge.
El Capitan wird, vor allem in populärem Zusammenhang, oft als „Monolith“ bezeichnet. Jedoch besteht der Felsen gar nicht nur aus einer Gesteinsart, sondern aus mehreren magmatischen Gesteinstypen, die sich kompositionell oder vom Gefüge her unterscheiden. Auch ist er – im Gegensatz zu anderen Objekten, die oft als Monolith angesprochen werden wie beispielsweise der Mount Augustus in Australien – morphologisch nicht wirklich eigenständig. Da der Begriff „Monolith“ nicht eindeutig definiert ist und in verschiedenen Zusammenhängen unterschiedlich verwendet wird, sollte die Bezeichnung „Monolith“ bei Bergen, Felsen usw. generell vermieden werden.

## Klettern

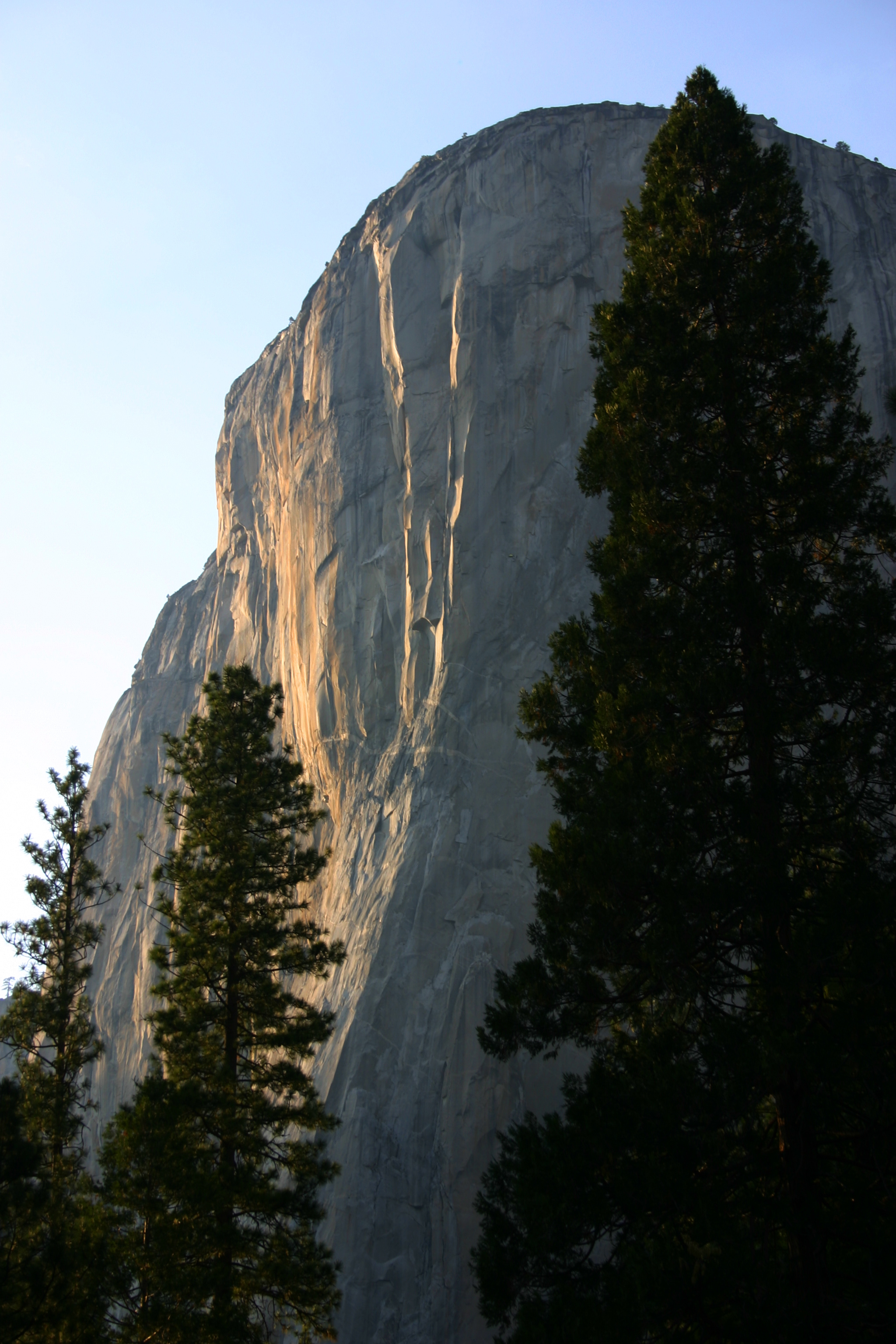
Die Südkante des El Capitan von Südosten, die Route „The Nose“ verläuft in dem Bereich zwischen der Licht-Schatten-Grenze und der Kiefer rechts im Vordergrund

Der höchste Punkt des El Capitan kann auf einem Wanderweg erreicht werden. Für Kletterer interessant sind aber die steilen Granitwände, die von zahlreichen langen und schwierigen Kletterrouten durchzogen werden. Sie sind ein typisches Beispiel für Big Walls.
Die bekannteste Route am El Cap, wie er unter Kletterern oft abgekürzt wird, ist The Nose an der Südkante, die 1958 von Warren Harding, Wayne Merry und George Whitmore nach insgesamt 47 Klettertagen verteilt über 17 Monate in technischer Kletterei eröffnet wurde. Lynn Hill war 1993 der erste Mensch, der diese Route frei, also ohne technische Hilfsmittel, aber gesichert, klettern konnte. Sie kommentierte diesen Erfolg mit „It goes, boys“ (Deutsch: Das geht schon, Jungs).
Wegen der natürlichen Linie, der sie folgt, und ihrer Länge und Ausgesetztheit ist sie auch heute noch das Traumziel vieler Kletterer. Einer der aktivsten Erstbegeher der 1970er Jahre war Charlie Porter. Auf ihn gehen legendäre Linien zurück wie The Shield (1972), Zodiac (1972), Tangerine Trip (1973) und Excalibur (1975). Er beging seine Routen mit minimalem Einsatz von Bohrhaken oder ganz ohne Bohrhaken (Mescalito (1973)). Im September 1973 waren Beverly Johnson und Sibylle Hechtel das erste Frauenteam am El Capitan. Ihnen gelang die Triple-Direct Route. In 10 Tagen machte Beverly Johnson die erste Solobegehung einer Frau am El Cap, am 17. Oktober 1978 stieg sie in die Dihedral Wall ein.
Nach Warren Hardings Begehung der Wall of Early Morning Light (1970) wurden, von Royal Robbins angetrieben, Diskussionen geführt, wie viel Bohrhaken in einer Route gesetzt werden sollten. Gleichzeitig begannen andere Kletterer die Fortbewegung an Bohrhaken abzulehnen und Routen zu suchen, die frei oder mit möglichst wenig technischer Kletterei durchstiegen werden konnten. Obwohl sich diese Ethik durchsetzte und die Anzahl der Freikletterversuche immer mehr wurden, dauerte es bis 1979 bis Ray Jardine und Bill Price links der Hauptwand Westface frei klettern konnten. Die erste freie Begehung einer Hauptroute war die Salathé Wall. Todd Skinner und Paul Piana gelang 1988 diese Begehung in 9 Tagen, nachdem sie 30 Tage lang an der Route gearbeitet hatten. Die Nose konnte dann 1993 durch Lynn Hill zum ersten Mal frei durchstiegen werden.
Auch heute noch ist der El Capitan immer wieder Schauplatz herausragender Kletterleistungen. Immer noch werden neue und schwierigere Linien erschlossen oder alte, früher nur technisch kletterbare Routen frei geklettert. Am 9. Oktober 2003 kletterten die Brüder Alexander und Thomas Huber nach drei Tagen in der Wand als erste in der Route Zodiac frei. Am 17. Juni 2004 konnten sie auf dieser Route ihren eigenen Rekord für den schnellsten Durchstieg am El Capitan auf 1:51:34 Stunden drücken. Üblicherweise benötigen Seilschaften für eine solche Route drei bis vier Tage. Noch bedeutender für das Speedklettern ist aber The Nose: Die derzeitige Bestzeit liegt bei 1:58:07 und wurde von Alex Honnold und Tommy Caldwell am 6. Juni 2018 verwirklicht.
Vom 27. Dezember 2014 bis zum 14. Januar 2015 gelang Tommy Caldwell und Kevin Jorgeson die Erstbegehung der Route Dawn Wall im freien Stil. Die Route gilt als eine der schwersten Mehrseillängenrouten der Welt.
Am 3. Juni 2017 gelang Alex Honnold die erste Free-Solo-Begehung am El Capitan überhaupt, und zwar auf der Route Freerider in einer Zeit von unter vier Stunden. Mit Freerider wird die frei gekletterte Route Salathé bezeichnet. Um deren sehr schwierige Headwall zu umgehen, verläuft Freerider jedoch in einer vier Seillängen langen Ausstiegsvariante links dieser Headwall. Diese Variante wurde 1995 von Alexander Huber entdeckt. Freerider wurde 1998 von Thomas und Alexander Huber erstmals frei begangen. Mit der Begehung von Freerider erreichte Honnold ein neues Level der Solo-Begehungen. Besonders bemerkenswert ist, dass nicht die obersten, spektakulären Seillängen das höchste Risiko der Begehung bilden, es sind vielmehr die glatten Platten der Route Freeblast, den frei gekletterten zehn Einstiegslängen der Salathé.
Steph Davis machte 2004 eine freie Begehung des Freeriders. Sie ist die erste Frau die diese Route frei kletterte und die zweite Frau, die eine Route am El Capitan innerhalb eines Tages frei klettern konnte. 2005 gelang ihr auch die erste freie Frauen-Begehung der Route Salathé. Im November 2020 gelang Emily Harrington die Route „Golden Gate“ innerhalb eines Tages. Sie war die vierte Frau (nach Lynn Hill, Steph Davis und Mayan Smith-Gobat), die eine Bigwall an einem Tag rotpunkt durchsteigen konnte.

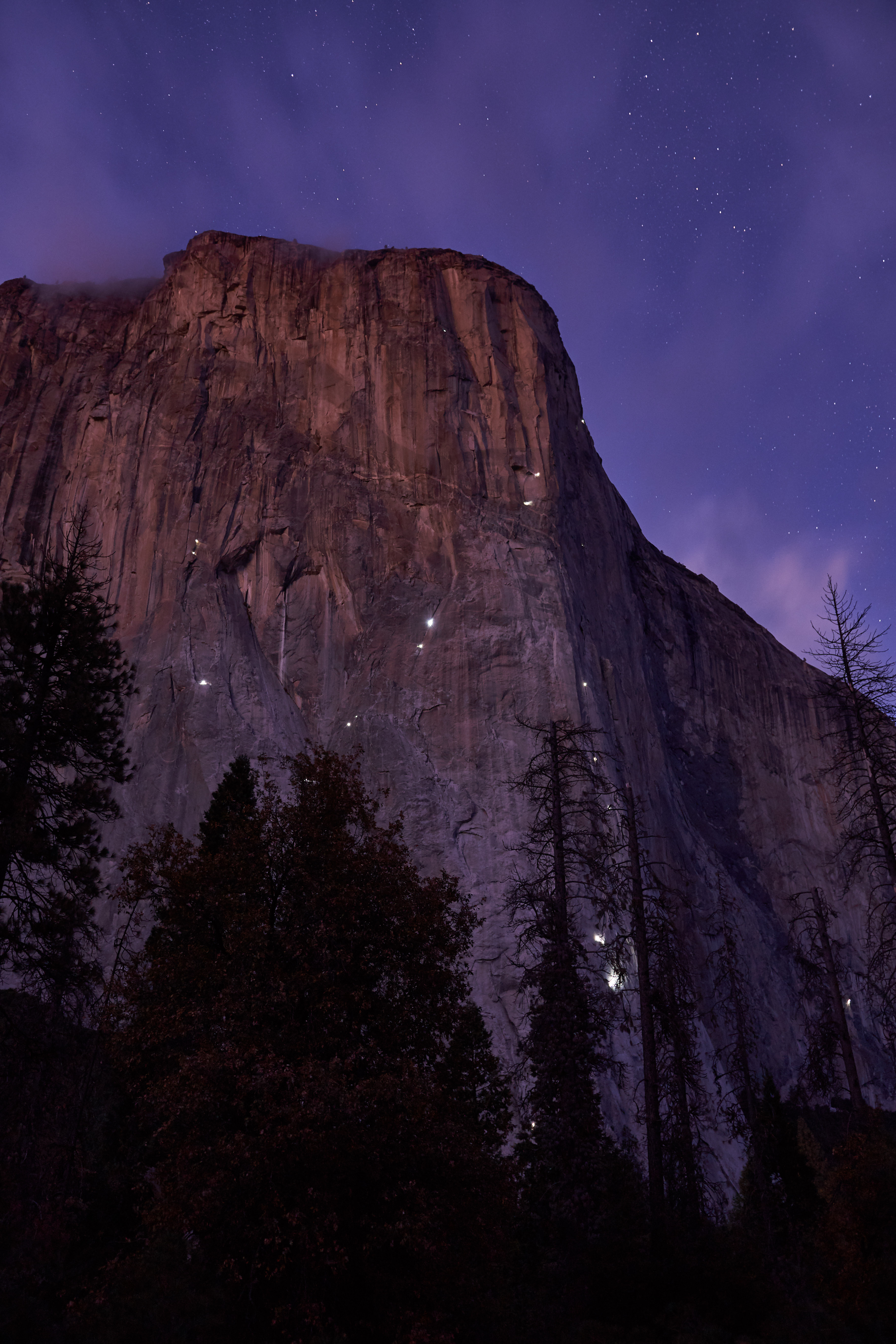
Kletterer nach Einbruch der Nacht in der Südwestwand von El Capitan

Beim Versuch, einen neuen Geschwindigkeitsrekord aufzustellen, sind am 2. Juni 2018 der 48-jährige Jason Wells aus Colorado und der vier Jahre jüngere Tim Klein aus Kalifornien, beides erfahrene El-Capitan-Kletterer, bei der Begehung der Route Freeblast, oberhalb der erwähnten Platten, tödlich verunglückt.

## Base-Jumping
Die 1000 Meter hohe, oben teilweise überhängende Südwestwand des El Capitan macht ihn zu einem idealen Ort für Basejumps. Den ersten Basejump vom Gipfel des El Capitan machten Michael Pelkey und Brian Schubert am 24. Juli 1966, wobei sich beide Springer Knochenbrüche zuzogen. Nachdem sich in den 1970er Jahren Ausrüstung und Technik wesentlich verbessert hatten, sprangen viele Basejumper erfolgreich und sicher vom El Capitan.
1980 versuchte die Nationalpark-Verwaltung, die Anzahl der Sprünge durch die Vergabe von Sprungerlaubnissen zu regulieren. Da in der Folge einige der Springer die im Nationalpark geltenden Regeln grob verletzten, stellte die Verwaltung die Vergabe von Erlaubnissen schließlich wieder ein und verbot das Base-Jumping am El Capitan und im gesamten Nationalpark. Seitdem hat sich eine Reihe von Gruppen gebildet, die sich für die Wiederöffnung einsetzen. Am 9. Juni 1999 ertrank Frank Gambalie im Merced River, nachdem er in Folge eines nicht genehmigten Sprunges über die Südwestwand vor Nationalpark-Rangern geflüchtet war. Am 22. Oktober 1999 kam die Basejumperin und Stuntfrau Jan Davis bei einem als Protest gegen das Verbot unternommenen illegalen, aber von den Park-Offiziellen geduldeten Sprung ums Leben.

## Trivia
- 1988/89 diente der Felsen als Drehort für den Kinofilm Star Trek V: Am Rande des Universums.[26]
- Das Lied El Capitan der schottischen Indie-Band Idlewild handelt vom El Capitan.
- Der Film Am Limit dokumentiert den Versuch der Huber-Brüder Thomas und Alexander, den Speedrekord an der Nose zu brechen.
- Der Film Free Solo dokumentiert Alex Honnolds erste Free-Solo-Begehung der Route Freerider.
- Der Film The Dawn Wall (Durch die Wand) dokumentiert die erste freie Begehung der Route Dawn Wall durch Tommy Caldwell und Kevin Jorgeson
- Die Version 10.11 des Betriebssystems OS X von Apple erhielt den Namen El Capitan.[27]
- 2025 wird in der Netflix Mystery Crime Serie Untamed eine Tote am El Capitan gefunden.[28]